# Helmut Patzer
Helmut Patzer (* 30. Mai 1919 in Jena; † 24. November 2009 in Erfurt) war ein deutscher Kinderarzt. Er war von 1957 bis 1959 Professor an der Universität Jena und anschließend bis 1984 an der Medizinischen Akademie Erfurt, an der er als Direktor der Kinderklinik und von 1970 bis 1973 als Rektor der Hochschule fungierte.

## Leben und Wirken

Helmut Patzer, 1961

Helmut Patzer wurde 1919 im Ortsteil Lichtenhain von Jena geboren und studierte, unterbrochen von Wehrdienst, von 1939 bis 1944 Medizin an der dortigen Universität, an der er 1944 auch promoviert wurde. Ab 1945 war er in Jena an der Medizinischen Klinik und ab 1948 an der Kinderklinik der Universität tätig. 1952 erlangte er die Habilitation, ein Jahr später wurde er nach dem Tod von Jussuf Ibrahim kommissarischer Direktor der Jenaer Kinderklinik. Im Jahr 1957 folgte die Ernennung zum Professor für Kinderheilkunde an der Universität Jena. Zwei Jahre später wurde Patzer an die Medizinische Akademie Erfurt (MAE) berufen, an der er bis zu seiner Emeritierung 1984 die Leitung der Kinderklinik innehatte, deren weiterer Aufbau ihm in den ersten Jahren nach seiner Berufung oblag. Von 1960 bis 1964 fungierte er an der MAE als Prorektor für Studienangelegenheiten und von 1970 bis 1972 als Rektor der Hochschule.
Schwerpunkte des ärztlichen Wirkens von Helmut Patzer waren die Neuropädiatrie sowie Aspekte der Pädagogik, der Psychologie und der Psychiatrie im Kindesalter. So befasste er sich mit der neuromotorischen und psychosozialen Entwicklung sowie der Förderung behinderter Kinder. Ab 1976 war er Mitglied der Deutschen Akademie der Naturforscher Leopoldina. Darüber hinaus wurde er von der Akademie gemeinnütziger Wissenschaften zu Erfurt 1990 zum ordentlichen Mitglied und 2001 zum Ehrenmitglied ernannt. Weiterhin erhielt er den Titel Obermedizinalrat.
Helmut Patzer leitete das Collegium Musicum der Medizinischen Akademie Erfurt. Ab 1960 war er Bratschist des im gleichen Jahr gegründeten Orchesters der Deutschen Kinderärzte, in dem er jedoch, bedingt durch die deutsche Teilung mit Reiseverbot nach Westdeutschland, ab 1961 nicht mehr aktiv war. Erst nach seiner Pensionierung 1984 und der politischen Wende in der DDR wirkte er bis 2008 wieder in dem Orchester mit.
Patzer war ab 1958 mit einer Kinderärztin verheiratet und Vater eines Sohnes und einer Tochter. Im November 2009 starb er nach schwerer Krankheit in Erfurt.

## Werke (Auswahl)
- Johann Bartholomäus Trommsdorf (1770–1837) und die Begründung der modernen Pharmazie. Leipzig 1972 (als Herausgeber)
- Pädiatrie. Berlin 1976, 1980, 1986, 1988 (als Herausgeber)